# Flapjack (baton)
Flapjack – potrawa kuchni angielskiej, ciasto (zwykle podawane w formie batoników) składające się w swojej podstawowej wersji z płatków owsianych, masła, cukru brązowego oraz angielskiego słodkiego syropu Golden syrup (rzadziej zastępowanego miodem). Wypiekane najczęściej z dodatkiem bakalii, kawałkami czekolady, wiórkami kokosowymi czy toffi. Uchodzi za deser prosty i tani w przygotowaniu.
Obecnie batony typu flapjack są ogólnie dostępne w sklepach spożywczych jako przekąska. Z uwagi na dużą zawartość tłuszczu oraz dość wysoką kaloryczność producenci często oferują flapjacki w wersji bez cukru.